# Energetika Maribor
Energetika Maribor (pred letom 2009 znana kot Toplotna oskrba Maribor oz. krajše TOM) je javno podjetje v večinski lasti Mestne občine Maribor, čigar glavna dejavnost je zagotavljanje daljinskega ogrevanja na območju Maribora. 
Sedež podjetja se nahaja na Jadranski cesti 28 v Mestni četrti Tabor v Mariboru. 